# Eois perfusca
Eois perfusca là một loài bướm đêm trong họ Geometridae.